# Solosolo (Upolu)
Solosolo ist ein Dorf an der Nordostküste von Upolu im Inselstaat Samoa. Das Dorf liegt im politischen Bezirk (itūmālō) Atua und ist eine der bedeutendsten Siedlungen mit der größten Bevölkerungszahl im Wahlbezirk Anoama'a West.

## Geographie
Das Dorf liegt auf einer Landzunge, die von der Vainamo Bay mit der Mündung des Namo Rivers im Westen und vom Mulivai River im Osten begrenzt wird. Am östlichen Rand des Siedlungsgebietes mündet der Tuafalelola ins Meer. Die Siedlung hat sich mittlerweile recht weit ins Hinterland mit den Plantagen in den Hügeln über Vainamo hineingeschoben. Oberdorf und Unterdorf sind getrennt durch die Main East Coast Road, welche die Verbindung nach Apia herstellt, dem Hauptort der Insel im Westen.
Die Hauptsiedlung (malae) liegt jedoch noch immer auf der Landzunge. Dort werden Feste und Sportveranstaltungen abgehalten. Das malae wird im Westen durch eine Congregational Christian Church eingefasst und im Osten durch eine katholische Kirche. In jüngerer Zeit fassten auch andere christliche Denominationen im Ort Fuß, unter anderem Methodisten, Nazarener, Assembly of God und Latter Day Saints.
Die Grundschule liegt im Inland von Solosolo.

## Verwaltung
An der Kreuzung zwischen Oberdorf und Landzunge steht das Village Council maota fono. Dort treffen sich die Häuptlinge der Familien um politische, soziale und wirtschaftliche Belange des Dorfes zu diskutieren. Die Abstimmungen werden durch die faalupega (Gebräuche/Genealogie) von Solosolo geregelt:
Faalupega o Solosolo
Afio le paia o le Taofia o Malietoa Taulapapa ma le latou tama, Tupo-le-Sava,
Afio maia le paia o le Usoalii ma e na 'au i Ao,
Maliu maia le mamalu o Saleutogipo'e, o le limamatua o Faleupolu tofiga

## Mythologie
Der Kannibale Maniloa lebte in Solosolo und wurde von dem jungen Mann Polo-leu-ligana erschlagen.

## Umweltschutz
Aufgrund der Häufung von Stürmen und der gebirgigen Geographie des Gebiets ist Solosolo empfindlich gegenüber Naturkatastrophen. Daher hat die Regierung 2006 einen Wellenbrecher errichten lassen, um Vainamo Bay und die Ostküstenstraße sowie die Brücke über den Namo River zu schützen.

## Tourismus
Die Bay ist ein beliebtes Surfgebiet, auch wenn die Brandung an der Riffkrone gefährlich für unerfahrene Surfer ist. Eine beliebte Stelle liegt am Plum Pudding Rock.